# Mieczysław Machnicki
Mieczysław Machnicki (ur. 11 lipca 1943 w Martyszkowicach koło Krzemieńca, zm. 20 grudnia 2021) – polski poeta i prozaik.

## Życiorys
Ukończył studia na Wydziale Filozofii i Studium Dziennikarskie na Uniwersytecie Warszawskim. Debiutował jako poeta w 1963 roku na łamach „Tygodnika Kulturalnego”. Był długoletnim redaktorem czasopisma „Zwierciadło” i miesięcznika „Twój Styl”. Kierował działem poezji w miesięczniku literackim „Nowy Wyraz” i tygodniku pracy twórczej „Radar”. W 2012 roku został nominowany do Nagrody Poetyckiej Orfeusz za tom Całość. W 2017 roku otrzymał Nagrodę Warszawskiej Premiery Literackiej za książkę kwietnia żeby rzecz zwaną rzeką uznać za skończoną, oraz Nagrodę im. Juliusza Słowackiego za całokształt twórczości.
Pochowany na Cmentarzu Komunalnym Północnym w Warszawie.

## Twórczość

### Poezje
- Skóry, Ossolineum, Wrocław 1969
- Czarny spadochron, Ossolineum, Wrocław 1971
- Przepalone południe, Ossolineum, Wrocław 1975
- Podziemny zachód słońca, Ossolineum, Wrocław 1980
- Wiersz po latach, ORFEU, Warszawa 1993
- Katedra, Nowy Świat, Warszawa 2000
- Już znikąd nicości, Nowy Świat, Warszawa 2001
- Paryż i inne wiersze, Nowy Świat, Warszawa 2003
- Magiczny łańcuch, Adam Marszałek, Toruń 2004
- Plac zabaw, Nowy Świat, Warszawa 2006
- Rzeka Kilimandżaro, Nowy Świat, Warszawa 2008
- Całość, Nowy Świat, Warszawa 2011
- Lawa się nasładza skorupa ciemnieje, Biblioteka „Toposu”, Sopot 2013
- jest tylko gradobicie i deszcz perseidów, Biblioteka „Toposu”, Sopot 2014
- żeby rzecz zwaną rzeką uznać za skończoną, Biblioteka „Toposu”, Sopot 2017
- usta moje słyszą i mój widzi język, Biblioteka „Toposu”, Sopot 2019

### Proza
- Czysta moralność, Czytelnik, Warszawa 1982